# 柿崎譲志
柿崎 譲志（かきざき じょうじ）は日本の音楽プロデューサー、スーパーヴァイザー。
ザ・フォーク・クルセダーズの新結成やサディスティック・ミカ・バンドの再再結成なども仕掛けた音楽プロデューサーであり、オフコース、小田和正、泉谷しげる、大竹しのぶ、平松愛理、蘭華など多くのアーティストのCD制作に関わっている。

## 略歴
1954年生まれ。1970年代より、オフコース、小田和正らの作品制作に関わる。
2008年3月、加藤和彦が盟友小原礼や土屋昌巳、屋敷豪太に呼びかけて結成された新たなロックバンド「VITAMIN-Q」を手がける。
2008年10月1日、還暦を迎え再デビューした泉谷しげるの7年ぶりのアルバム『すべて時代のせいにして』を制作。
2009年2月18日、プロデュースした加藤和彦と坂崎幸之助（THE ALFEE）のユニット「和幸」の2ndアルバム『ひっぴいえんど』がリリースされた。
2010年5月26日、フジ・メディア・ホールディングス傘下のフジパシフィック音楽出版（現フジパシフィックミュージック）執行役員就任。
2015年6月1日、フジパシフィックミュージック取締役に就任。
2015年7月1日、フジパシフィックミュージック傘下の株式会社第一音響の代表取締役社長に就任。現在はスーパーヴァイザー
2016年3月1日、日本武道館で行われたニッポン放送「HAPPY FM93」開局記念＆フジパシフィックミュージック創立50周年記念コンサート「オールナイトニッポン ALIVE ～ヒットこそすべて～」を総合演出、プロデュース。
2016年9月21日、プロデュースしたシンガーソングライター蘭華の『東京恋文』がリリース、11月17日に第58回日本レコード大賞企画賞を受賞。
2021年5月,株式会社第一音響スーパーヴァイザーに就任。